# Бог не умер 2
«Бог не умер 2» (англ. God's Not Dead 2) — американская христианская драма режиссёра Харольда Кронка, продолжение фильма 2014 года «Бог не умер». В фильме снимались Мелисса Джоан Харт, Джесси Меткалф, Дэвид Эндрю Рой Уайт, Хэйли Оррантия и Сэди Робертсон. Последняя роль политика и актёра Фреда Томпсона. Премьера в США состоялась 1 апреля 2016 года.

## Сюжет
История учительницы Грейс Уесли (Мелисса Джоан Харт), преданной христианки, которая замечает, что одна из её студенток, Брук Таули (Хэрли Оррантия), ушла в себя после недавней смерти брата. Однажды Брук спрашивает Грейс, где она находит свою надежду. Грейс отвечает: «в Иисусе», и Брук начинает читать Библию для себя. На лекции Грейс по Махатме Ганди и Мартине Лютере Кинге-младшем, Брук спрашивает, имеют ли их учения отношение к библейской Нагорной проповеди. Грейс отвечает утвердительно, и цитирует писание. Остальные студенты пишут SMS своим родителям о произошедшем, что обращает на себя гнев директора Кинни (Робин Гивенс). Она отчитывает Грейс, говоря, что вера учителя омрачила её мнение о Грейс. Грейс впоследствии предстала перед советом школы, который информирует, что против неё будет подан судебный иск, поскольку она нарушила принцип разделения церкви и государства. Случай Грейс обращает внимание Тома Эндлера (Джесси Меткалф), харизматичного защитника, который готов помочь ей, несмотря на то, что он сам — неверующий.
Совет школы выносит дело Грейс на Верховный суд, пытаясь добиться лишения лицензии и прекращения её преподавания, если она не извинится, что Грейс отказывается делать. К несчастью Брук, уверенный в своей правоте прокурор Пит Кейн (Рэй Уайз), заявляет, что судебный процесс «докажет раз и навсегда, что Бог умер». Его открытый аргумент предполагает, что общественность Соединенных Штатов может погибнуть, если Грейс не признают виновной. Эндлер заявляет, что Грейс просто делает свою работу, и что закон разделения церкви и государства был написан Томасом Джефферсоном в попытке защитить церковь, а не гнать её. Кейн строит сильное дело против Грейс путём выдвижения свидетелей, таких как Кинни и родители Брук, что побудило Эндлера переосмыслить свою защиту. В то время Брук, которая опирается на новую найденную веру, солидарна со своими друзьями против директора Кинни. Очередной удар по защите происходит, когда их ключевому члену жюри, пастору Дэвиду Хиллу (Дэвид Эндрю Рой Уайт), становится плохо. Христианский апологет, по специальности детектив-аналитик текстов Дж. Уорнер Уоллес вызывается в качестве свидетеля-эксперта. Он утверждает, что думать, будто авторы Евангелия состояли в заговоре — нелогично, ведь несмотря на преследования и казни, никто из апостолов никогда не отказывался от рассказа о том, что они видели воскресшего Иисуса. Кейн разбит, узнав, что Уоллес на момент начала своих исследований библейских текстов был атеистом, но затем принял христианство, убедившись в результате исследований, что тексты Евангелий являются истинными свидетельствами очевидцев.
Брук проголосовала в поддержку Грейс, и допускается в качестве свидетеля. Кейн старается обмануть её, пытаясь доказать, что это Грейс первой инициировала разговор об Иисусе, а не Брук. Грейс становится всё более и более обескураженной, Брук и её друзья поют ей песню в попытке передать своё настроение. Используя тактику, чтобы вызвать Грейс как свидетеля, Эндлеру удается уговорить судью и присяжных не допустить их предрассудкам вмешаться в вердикт. Жюри в конечном счете выносит вердикт в пользу Грейс, которая радуется вместе с Брук и Эндлером, в то время как Кейн стоит униженным.

## В ролях
| Актёр                | Роль                 |
| -------------------- | -------------------- |
| Мелисса Джоан Харт   | Грейс Уесли          |
| Джесси Меткалф       | Том Эндлер           |
| Дэвид Эндрю Рой Уайт | преподобный Дэйв     |
| Хейли Оррантия       | Брук Таули           |
| Сэди Робертсон       | Марлен               |
| Эрни Хадсон          | Судья Роберт Стеннис |
| Пэт Бун              | Уолтер Уесли         |
| Фред Томпсон         | Старший пастор       |
| Робин Гивенс         | Директор Кинни       |
| Мария Кэнелс-Баррера | Кэтрин Таули         |
| Бенджамин А. Оньянго | Преподобный Джуж     |
| Пол Кво              | Мартин Йип           |
| Джон Линдстрём       | Джим Пауелл          |
| Имонн Маккристал     | Симон Бойл           |
| Эбигейл Духон        | Джессика             |
| Триша Лафаш          | Эми Райан            |
| Newsboys             | камео                |

## Продолжение
В 2018 году вышел фильм Бог не умер 3, в нём задействованы часть актёров из первого и второго фильмов.
1.https://www.filmpro.ru/movies/335204